# جان جونز (کارگردان)
جان جونز (انگلیسی: Jon Jones؛ زادهٔ ۵ مارس ۱۹۶۷) کارگردان تلویزیونی و نویسنده اهل بریتانیا است.
از فیلم‌ها یا مجموعه‌های تلویزیونی که وی در آن‌ها نقش داشته‌است، می‌توان به ۶۴ ساله که باشم، نورثنگر ابی، آقای سلفریج، به سیم آخر زدن تری پرچت، پلیدی‌های دا وینچی، تایتانیک،جان‌بها، هانا، افسانه‌ها، قهرمان‌ها: تولد دوباره، ادیسه آمریکایی و خاطرات آلن کلارک اشاره نمود.